# Ján Popluhár
Ján Popluhár né le 12 septembre 1935 et mort le 6 mars 2011, est un footballeur tchécoslovaque qui a porté à 62 reprises (1 but) les couleurs de la Tchécoslovaquie de 1958 à 1967. Il jouait au poste de défenseur.

## Biographie
Il participe à la finale de la Coupe du monde en 1962.
En 2004, il est élu meilleur joueur slovaque des cinquante dernières années par la fédération slovaque.
Il meurt le 6 mars 2011 à 75 ans.

## Clubs
- 1954-1968 : Slovan Bratislava  Tchécoslovaquie
- 1968-1970 : Olympique lyonnais  France
- 1970-1974 : Zbrojovka Brno  Tchécoslovaquie
- 1974-1979 : Wiener Sport-Club  Autriche

## Palmarès
- Finaliste de la Coupe du monde 1962 avec la Tchécoslovaquie
- Champion de Tchécoslovaquie en 1955 avec le Slovan Brastislava
- Vainqueur de la Coupe de Tchécoslovaquie en 1962, 1963 et 1968 avec le Slovan Brastislava
- Finaliste de la Coupe de Tchécoslovaquie en 1965 avec le Slovan Brastislava